# Charles-François Frérot d’Abancourt
Charles-François Frérot d’Abancourt (26. května 1756 Soissons – 17. ledna 1801 Mnichov) byl francouzský kartograf.
Od duba 1777 pracoval na Korsice na mapování obce Aléria a jejího okolí. Po návratu v listopadu 1777 se věnoval ilustracím tažení maršála Turenneho. V srpnu 1785 jej Ludvík XVI. poslal do Cařihradu, aby tam vedl inženýrskou školu. V Osmanské říši zůstal až do února 1788.
Po vypuknutí Velké francouzské revoluce v září 1989 byl geografem ústavního výboru Ústavodárného národního shromáždění a podílel se na pracích na rozdělení Francie do départementů. V září se stal vedoucím grafického oddělení pozemkového katastru. Od 1794 byl ředitelem nové Komise, jejímž cílem bylo shromáždit francouzské geografické dokumenty do centrálního archivu.
Od července 1796 sloužil v generálním štábu. Od března 1799 sloužil v generálním štábu Dunajské armády, později v armádě rýnské. Během těchto služeb vytvořil oceňované všeobecné mapy Bavorska a Švýcarska.